# Ласеллс, Генри, 2-й граф Хэрвуд
Генри Ласеллс, 2-й граф Хэрвуд (англ. Henry Lascelles, 2th Earl of Harewood ; 25 декабря 1767 — 24 ноября 1841) — британский пэр, политик, плантатор и коллекционер произведений искусства. Он носил титул учтивости — виконт Ласеллс с 1814 по 1820 год.

## Биография
Родился 25 декабря 1767 года. Второй сын Эдварда Ласеллса, 1-го графа Хэрвуда (1740—1820), и Энн Чалонер (1742—1805).
Виконт Ласеллс заседал в Палате общин Великобритании от Йоркшира (1796—1807, 1812—1818), Уэстбери (1807—1812) и Норталлертона (1818—1820).
3 апреля 1820 года после смерти своего отца он унаследовал титулы 2-го графа Хэрвуда, 2-го виконта Ласеллса и 2-го барона Хэрвуда, став членом Палаты лордов.
С 1819 по 1841 год лорд Хэрвуд занимал пост лорда-лейтенанта Западного райдинга Йоркшира.
Согласно «Наследию британского рабовладения» Университетского колледжа Лондона, Хэрвуд получил вознаграждение как бывший работорговец после принятия Закона об отмене рабства 1833 года на основании Закона о компенсации рабам 1837 года.

## Семья
3 сентября 1794 года лорд Хэрвуд женился на Генриетте Себрайт (6 мая 1770 — 15 февраля 1840), дочери сэра Джона Себрайта, 6-го баронета (1725—1794), и Сары Найт. У супругов было одиннадцать детей:
- Эдвард Ласеллс, виконт Ласеллс (18 июля 1796 — 7 декабря 1839), 1-я жена — Энн Элизабет Россер, 2-я жена — филиппинка Мюнстер, умер бездетным.
- Генри Ласеллс, 3-й граф Хэрвуд (11 июня 1797 — 22 февраля 1857), второй сын и преемник отца.
- Достопочтенный Уильям Сондерс Себрайт Ласеллс[англ.] (29 октября 1798 — 2 июля 1851)
- Достопочтенный Эдвин Ласеллс (25 декабря 1799 — 25 апреля 1865), умер неженатым.
- Достопочтенный Фрэнсис Ласеллс (12 февраля 1801 — 2 февраля 1814)
- Леди Харриет Ласеллс (19 июня 1802 — 1 января 1889), вышла замуж за Джорджа Холроя, 2-го графа Шеффилда[англ.].
- Достопочтенный Фредерик Ласеллс (1803 — 13 октября 1823)
- Леди Фрэнсис Энн Ласеллс (2 июня 1804 — 7 декабря 1855), вышла замуж за Джона Томаса Хоупа, сына генерала сэра Александра Хоупа[1] .
- Достопочтенный Артур Ласеллс (23 января 1807 — 19 июля 1880), женился на Кэролайн Фрэнсис Брук, дочери Ричарда Брука, 6-го баронета
- Леди Эмма Ласеллс (16 марта 1809 — 8 февраля 1865). вышла замуж за Эдварда Портмана, 1-го виконта Портмана
- Леди Луиза Ласеллс (10 сентября 1812 — 10 марта 1886), вышла замуж за лорда Джорджа Генри Кавендиша[англ.], младшего брата Уильяма Кавендиша, 7-го герцога Девонширского.